# Jon Barrenetxea
Jon Barrenetxea Golzarri (Gamiz-Fika, Biscaia, País Basco 20 de abril de 2000) é um ciclista espanhol, membro da equipa Caja Rural-Seguros RGA.

## Biografia

### Inícios e corrida amador
Jon Barrenetxea participou nas suas primeiras corridas ciclistas aos oito anos. Começou na escola de ciclismo da Sociedade Ciclista Valentín Uriona de Mungia , a onde ia seu irmão maior Mikel.
Nas categorias juvenis destaca por ser um dos melhores ciclistas bascos. Entre os cadetes, ganhou treze vezes, especialmente em reconhecidos torneios regionais. Já em categoria júnior, se ratifica com a obtenção de vinte vitórias, entre as que destaca o título de campeão da Espanha júnior em 2018. No mesmo ano, é selecionado na equipa nacional para competir nos campeonatos da Europa, onde ocupa o posto 43.º, e os campeonatos do mundo. , que terminou no posto 36.º.
Começou a sua carreira amador em 2019 na equipa Baqué-Ideus-BH, enquanto cursaba estudos em economia. Em julho ganhou o Antzuola Saria, reservado para corredores menores de 23 anos. Por outro lado, passou o final da temporada em alvo, devido a uma operação de apendicitis.
Em 2020 distinguiu-se na categoria amador ao obter numerosas vitórias (Zumaiako Saria, Goierriko Itzulia, Campeonato de Navarra, San Gregorio Saria). A suas atuações permitiram-lhe ganhar o Torneio Euskaldun, ranking que agrupa várias provas disputadas para corredores menores de 26 anos no País Basco e Navarra. a 11 de outubro concluiu sua temporada com uma nota alta ao ganhar o Memorial Valenciaga, prova da Copa da Espanha amador de ciclismo num percurso empinado.

### Corrida profissional
Converte-se em profissional a partir de 2021 em Caixa Rural-Seguros RGA, apesar das propostas das equipas Movistar e Euskaltel-Euskadi.

## Palmarés
- 2018 (como júnior)
  - Campeonato da Espanha em Estrada júnior

- 2019 (como amador)
  - Antzuola Saria

- 2020 (como amador)
  - Campeonato de Navarra
  - Torneio Euskaldun
  - Zumaiako Saria
  - Goierriko Itzulia
  - San Gregorio Saria
  - Memorial Valenciaga

## Equipas
- Caja Rural-Seguros RGA (2021-)